# Marta Mestre
Marta Mestre (Beja, 1980) é uma curadora, editora, crítica de arte e docente portuguesa reconhecida por seu trabalho em instituições culturais, em Portugal e no Brasil, como Instituto Inhotim, Museu de Arte Moderna do Rio de Janeiro, Escola de Artes Visuais do Parque Lage, Centro de Artes de Sines (Portugal), Centro Internacional das Artes José de Guimarães.

## Percurso
Mestre licenciou-se em História da Arte na Universidade Nova de Lisboa e fez o mestrado em Cultura e Comunicação na Université d'Avignon, tendo regressado a Portugal para dirigir a programação do Centro de Artes de Sines, onde fez a programação de artes visuais, artes de palco e foi curadora de exposições entre 2005 e 2008. Em 2010, no âmbito do programa Inov-Art mudou-se para o Brasil, onde atuou como curadora assistente no MAM-Rio até 2015.
Entre 2010 e 2012 participou no projecto editorial Ymago, responsável pela edição portuguesa de autores como Jacques Rancière, Aby Warburg e Hans Belting.
Foi membro do Comitê de Indicação PIPA 2015, 2017 e 2018.
Entre 2016 e 2017 passou a integrar a equipa de curadores do Instituto Inhotim - composta, na altura, pelo norte-americano Allan Schwartzman e pelo alemão Jochen Volz. O Instituto está localizado em Minas Gerais, no Brasil e é considerado o maior centro de arte contemporânea ao ar livre da América Latina.
Em 2016 foi curadora-convidada e professora da Escola de Artes Visuais Parque Lage, no Rio de Janeiro, Brasil.
Em Setembro de 2020 tornou-se curadora-geral do Centro Internacional das Artes José de Guimarães (CIAJG), de Guimarães em Portugal.

## Obra

### Exposições, algumas em colaboração
- A situação está tensa mas sob controlo no Artecontempo, Lisboa, 2005 [14]

- Estado de Atenção na Casa da Cerca, Almada, 2010[14]

- Terceira Metade: Atlântico Sul  no Museu de Arte Moderna do Rio de Janeiro (MAM-Rio), 2011 [14]

- Rodrigo Souza Leão no MAM RJ, 2011

- Novas Aquisições 2010-2012. Col. Gilberto Chateaubriand no MAM-Rio, 2012[14]

- Deus não Surfa no Rio de Janeiro, 2013

- Mundos Cruzados (MAM, 2014), Acções, Estratégias e Situações no MAM, 2015[7]

- “Daniel Steegmann/ Philippe Van Snick” no MAM-Rio e Casa Modernista, São Paulo, 2015

- “Vijai Patchineelam: Resistir o passado, ignorar o futuro e a incapacidade de conter o presente”. no MAM-Rio, 2016

- “Agora somos mais de mil” na Escola de Artes Visuais Parque Lage, 2016

- “Tunga: ciclo de instaurações” no Instituto Inhotim, 2016

- “Por aqui tudo é novo…” no Instituto Inhotim, 2016

- “Ricardo Basbaum: Cut-contact-contamination” na Galeria Jaqueline Martins, São Paulo, 2017

- “Song for my Hands: Brent Wadden, Flávia Vieira, Frank Ammerlaan, Richard Serra, Leonor Antunes, Tobias Putrih, Iván Argote” no Museu Oscar Niemeyer, Bienal de Curitiba, 2017

### Publicações
- Potência e adversidade: arte da América Latina nas coleções em Portugal = Potency and adversity : art from Latin America in the Portuguese collections / curadora Marta Mestre; coord. Rita Salgueiro; fot. Bruno Lopes. - Lisboa: Galerias Municipais - EGEAC, 2017. ISBN 978-989-8167-58-3 [15]

- Publicou em Arte y Parte (Santander), Dardo (Santiago de Compostela), Arte Capital (Lisboa), Concinittas (Rio de Janeiro).[14]

## Reconhecimentos e Prêmios
- Em 2012 foi distinguida no âmbito do Laboratório Curatorial da Bienal de Arte de São Paulo.[6][16]

- “Travel Grant Awards/ CIMAM 2014."[17]

## Ligações Externas
- Entrevista em vídeo com Marta Mestre - Prêmio IP Capital Partners de Arte, 2015